# Chamaecrista fagonioides
Chamaecrista fagonioides es una especie de planta fanerógama perteneciente a la familia Fabaceae. Es originaria de América.

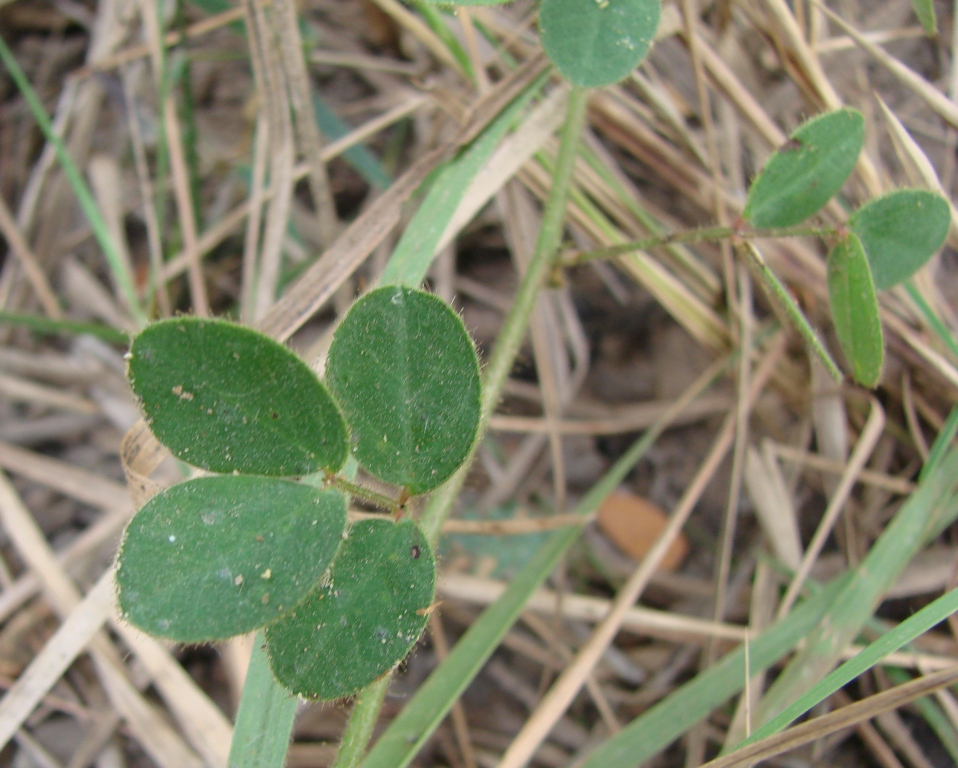
var. macrocalyx

## Taxonomía
Chamaecrista fagonioides fue descrito por (Vogel) H.S.Irwin & Barneby y publicado en Memoirs of The New York Botanical Garden 35: 661. 1982.
Etimología
Chamaecrista: nombre genérico que deriva de las palabras griegas: chama = "bajo, enano" y crista = "cresta".
fagonioides: epíteto latíno que significa "similar a Fagus"
Variedades aceptadas
- Chamaecrista fagonioides var. macrocalyx (H.S.Irwin & Barneby) H.S.Irwin

Sinonimia
- Cassia fagonioides Vogel
- Cassia hispidula var. fagonioides (Vogel) Benth.
- Cassia hispidula var. killipii (Rose) Schery
- Cassia killipii Rose
- Chamaecrista fagonioides var. fagonioides
- Grimaldia baileyorum Britton & Rose
- Grimaldia decora Britton & Rose
- Grimaldia fagonioides (Vogel) Pittier
- Grimaldia killipii (Rose) Britton & Rose[4]